# Thelypteris rhachinexuosa
Thelypteris rhachinexuosa är en kärrbräkenväxtart som beskrevs av Riba. Thelypteris rhachinexuosa ingår i släktet Thelypteris och familjen Thelypteridaceae. Inga underarter finns listade.